# Tinta cão
Le tinta cão, ou tinto cão, (red dog en anglais) est un cépage noir autochtone du Portugal et l'une des variétés les plus importantes utilisées pour la production des vins de Porto. Son nom signifie littéralement "chien rouge", mais son étymologie est inconnue. Il ne doit pas être confondu avec le Padeiro bien qu'ils présentent des similitudes morphologiques ainsi que des correspondances synonymiques (tinto cão) qui ne seraient apparemment qu'indicatives.
La vigne produit de très faibles rendements, ce qui l'a amenée à quasiment disparaître malgré la grande qualité des vins qu'elle peut produire. L’amélioration de son mode de conduite (formation bilatérale en cordon), son regain d’intérêt au Portugal et les expériences menées à l’Université de Californie à Davis ont permis de maintenir la variété. La vigne apprécie les climats plus froids et peut ajouter de la finesse et de la complexité à un assemblage de vins. On en tire également des vins de table.

## Origine et répartition géographique
C'est une variété très ancienne du nord du Portugal, plus précisément des régions du Douro et du Dão. Ce cépage a été mentionné pour la première fois dans la littérature portugaise au milieu du XVIIe siècle et est considéré par beaucoup comme l'un des plus anciens du pays. Ce cépage est cultivé dans la vallée du Douro depuis le XVIIe siècle, mais n’a généralement été planté qu’en petites quantités. En dépit de sa longue histoire dans la région, son déclin était davantage lié à sa réticence à produire une récolte importante qu’à des problèmes liés à son caractère variétal naturel ou à sa qualité.
Dans les années 1930, la variété a été utilisée par Harold Olmo, à l'Université de Californie à Davis, pour obtenir par croisement avec l'Alicante Ganzin (en) le cépage américain à succès Rubired (en). La recherche génétique suggère par ailleurs un lien avec les variétés Tinta Francisca (en) et Viosinho (en).
Au cours des années 1980, on a découvert que ce cépage possédait de bien belles caractéristiques pour produire du vin de Porto. Sa culture au Portugal est aujourd'hui recommandée dans les régions de Trás-os-Montes, Beira Litoral et Beira Interior et approuvée dans les régions du Douro, du Minho, du Ribatejo et d'Oeste. Au début du XXIe siècle, la culture de ce cépage a augmenté et s’élargit maintenant aux régions du Dão, d'Estremadura, de Bairrada, de la Péninsule de Sétùbal et de l'Alentejo où il est présent en petites quantités. Malgré son faible rendement, plus de 3 000 hectares ont été plantés dans le Douro.
Austin Goheen de l'Université de Californie à Davis a entrepris une culture expérimentale aux États-Unis dans les années 1960 qui existe encore aujourd'hui. De jeunes plants de vigne sélectionnés ont été implantés dans les vignobles de Californie (environ 20 hectares) et depuis lors, quelques vignerons proposent à la fois des vins de style Porto et des cuvées non fortifiées, et parfois du vin de cépage.
En plus de la Californie, le cépage est cultivé en Géorgie, à peine 17 hectares en 2004. Il existe également de petites plantations en Australie (Victoria) et de petites surfaces ont également été recensées en Suisse (0,039 3 hectare en novembre 2015).
Dans les années 1990, la superficie totale occupée dans le monde était de 1 059 hectares, en 2000 elle était de 556 hectares, en 2010 de 369 hectares.

## Caractères ampélographiques

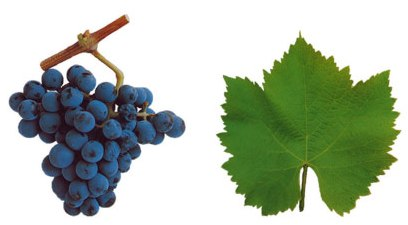
Grappe et feuille de tinta cão.

- Les grappes sont petites à moyennes, coniques courtes, ailées les ailerons pouvant être quelquefois assez développés, plus ou moins compactes ;
- les pédoncules sont longs avec une partie lignifiée ;
- les baies sont petites, presque sphériques ;
- la peau est mince, assez résistante d'un beau noir bleuté recouverte d'une belle pruine ;
- la chair est molle peu juteuse à saveur simple ;
- le sinus pétiolaire est quelquefois à base dégarnie et le feuillage rougit partiellement à l'automne.

## Aptitudes culturales
Bien adapté aux climats assez chauds, il affectionne pour autant les situations d'altitude, les terres sèches et pauvres et les zones assez fraîches. Vigoureux et fertile sa production est toutefois moyenne. La vigne a une maturité très tardive (2e époque tardive) et il est à noter que ses raisins se conservent bien sur souches. Son rendement est très faible, moins de 25 hL/ha , et doit être palissé sur fil de fer pour donner une récolte satisfaisante. Il est moyennement résistant à l'oïdium, résiste bien au mildiou et à la pourriture grise.

## Potentiel technologique
Sa qualité est évidente dans l'équilibre parfait entre les tanins, l'acidité et le sucre dans le jus, dans la qualité ferme mais mûre de ses riches tanins et dans sa profonde couleur rouge foncé qui garantissent aux vins une longue conservation. Les vins possèdent des arômes fruités (cerise), floraux (fleurs sauvages) et épicés (poivre) et un caractère dense et bien structuré avec une belle persistance, riches en alcool et peuvent être très vivaces.
Au fil des siècles, les viticulteurs du Douro ont découvert que le tinta cão convenait mieux aux sites les moins ensoleillés de la région, où le climat plus frais contribue à mettre en valeur les élégants arômes floraux de la variété. Lorsqu'il est cultivé sur de tels sites, le tinta cão, avec ses tanins forts et son acidité, assure la longévité des assemblages élaborés pour les vins de Porto, aidant les vins à vieillir avec élégance pendant plusieurs décennies. Ainsi, bien qu'il ne représente qu'une infime fraction des vignobles du Douro (environ 1 %), le tinta cão est un acteur important dans la région. Il est souvent associé à la Touriga Nacional et à l'Aragonez (syn. tempranillo ou tinta roriz), entre autres.

## Synonymes

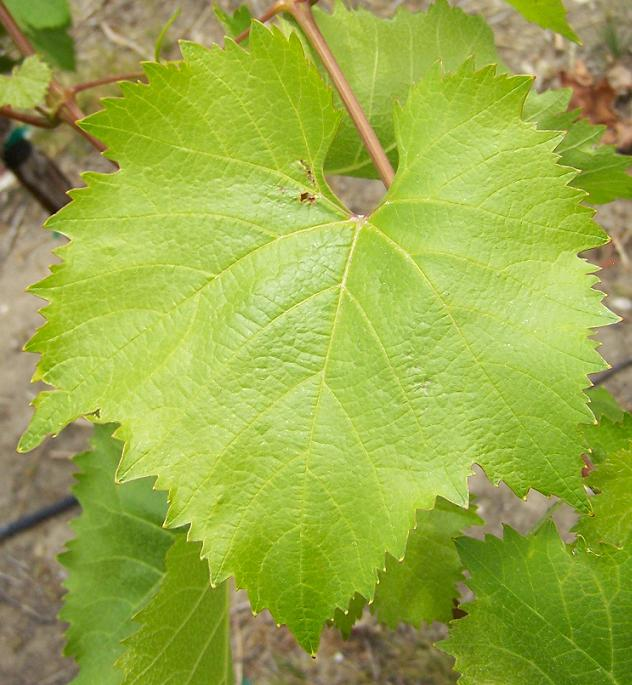
La feuille de tinta cão.

Le tinta cão est aussi connu sous les noms suivants:
- Castellana Negra
- Farmento
- Farnento
- Teinta Cam
- Tinta Cam
- Tintilla Castellana
- Tinto Cão
- Tinto Cam